# Velha da égua branca
A velha da égua branca é um ser mítico do folclore de Portugal. A velha da égua branca é uma alma penada que surge no Algarve nas noites de lua cheia. A velha da égua branca  traz na cabeça um toucado branco com muitas fitas encarnadas que parecem relâmpagos do inferno e na mão esquerda uma faca. Segundo Teófilo Braga "a velha é evidentemente a personificação da noite".
«Aparece nas noites de luar montada n'uma égua branca, fazendo um barulho infernal pelos campos, e soltando os bois que ruminam debaixo das alpenduradas. Todo o barulho é feito com tachos e panelas de arame. — É a velha da égua branca o terror da meia noite em pino.»